# Hội chứng kháng phospholipid nguy hiểm
Hội chứng kháng phospholipid nguy hiểm (CAPS), còn được gọi là hội chứng Asherson, là một quá trình sinh lý học cấp tính và phức tạp dẫn đến tắc nghẽn các mạch máu nhỏ trên nhiều cơ quan khác nhau. Nó được mô tả lần đầu bởi Ronald Asherson vào năm 1992. Hội chứng này gây ra huyết khối vi mạch, huyết khối đa cơ quan, và trong một số trường hợp gây hoại tử mô và được xem là dạng cực kỳ cấp tính của hội chứng kháng phospholipid.
Tỷ lệ tử vong của CAPS là khoảng 50%. Nguyên nhân gây ra hội chứng này vẫn chưa được làm rõ. Nhiễm trùng, chấn thương, thuốc, và/hoặc phẫu thuật được xác định trong khoảng một nửa những trường hợp như một "kích thích". Số lượng tiểu cầu thấp cũng là một triệu chứng thường thấy.

## Chẩn đoán
Xét nghiệm kháng thể kháng lipid dương tính, điển hình là IgG, và có thể có hoặc không có tiền sử lupus hoặc một bệnh mô liên kết. Trường hợp liên quan với các bệnh khác như lupus được gọi là APS thứ phát, trừ khi nó nằm trong tiêu chuẩn chẩn đoán xác định CAPS.

## Điều trị
Phòng bệnh bằng sử dụng của thuốc kháng sinh cho nhiễm trùng và thuốc chống đông máu ngoài đường uống cho những bệnh nhân nguy cơ cao.
Điều trị cụ thể bao gồm việc sử dụng truyền heparin và corticosteroid, và có thể thay huyết tương, truyền immunoglobulin đường tĩnh mạch.
Quản lý các vấn đề tuần hoàn, suy thận và biến chứng hô hấp.
Điều trị duy trì bằng Rituxan (Rituximab) liều cao.